# Jesús Sucre
Jesús Marcelo Sucre Medina (30 de abril de 1988 en Cumaná, Estado Sucre, Venezuela) es receptor de las Grandes Ligas de los Seattle Mariners.

## Carrera
Jesús Sucre firmó su primer contrato profesional en 2005 con los Atlanta Braves. Jugó en las ligas menores en la organización de los Bravos hasta que fue liberado por la franquicia en 2011 y firmó el 11 de julio de ese año por los Seattle Mariners. Sucre, en su octava temporada en las menores, debutó en Grandes Ligas el 24 de mayo de 2013 con Seattle. En ese primer juego, consiguió su primer hit de Grandes Ligas , a expensas del lanzador de los Texas Rangers, Joseph Ortiz.